# Norse Peak Wilderness
La Norse Peak Wilderness est une réserve naturelle située dans le centre de l'État de Washington aux États-Unis. Elle protège des parties de la Chaîne des Cascades, au nord de col Chinook (Highway 410), au sud de col Naches (Naches Pass), et à l'est du parc national du mont Rainier. Elle s'étend sur 211,16 km2, et doit son nom au sommet proéminent qui surplombe la station de sports d'hiver de Crystal Mountain.

## Géographie
Norse Peak est situé à la fois dans la forêt nationale du Mont Baker-Snoqualmie (63,35 km2) et la forêt nationale de Wenatchee 147,81 km2. La William O. Douglas Wilderness partage la limite sud de celle-ci.